# Osječani Donji
Osječani Donji är ett samhälle i Bosnien och Hercegovina.   Det ligger i entiteten Republika Srpska, i den centrala delen av landet, 110 km norr om huvudstaden Sarajevo. Osječani Donji ligger 145 meter över havet och antalet invånare är 748.
Terrängen runt Osječani Donji är kuperad österut, men västerut är den platt. Närmaste större samhälle är Doboj, 11,1 km söder om Osječani Donji. 
I omgivningarna runt Osječani Donji växer i huvudsak lövfällande lövskog. Runt Osječani Donji är det ganska tätbefolkat, med 93 invånare per kvadratkilometer.